# Eirik Bakke
Eirik Bakke (* 13. September 1977 in Sogndal) ist ein ehemaliger norwegischer Fußballspieler und heutiger -trainer. Derzeit steht er bei seinem Heimatverein Sogndal Fotball unter Vertrag.
Er war Mitglied der Zweiten Goldenen Generation Norwegens, die bei der U-21-Fußball-Europameisterschaft 1998 in Bukarest den dritten Platz belegte.

## Vereinskarriere
Bakke begann seine Karriere in der Jugend seines Heimatvereins Sogndal IL, für den bereits sein Vater Svein Bakke aktiv war und bis heute Rekordtorschütze ist. 1993 debütierte er im Alter von 15 Jahren in der Profimannschaft, ehe er mit 17 Jahren bereits zum Stammspieler avancierte und zum jüngsten Kapitän der Vereinshistorie ernannt wurde. Obwohl er mit der damaligen Fahrstuhlmannschaft Sogndal in insgesamt sieben Spielzeiten dreimal ab- und zweimal aufstieg, blieb er dem Verein bis 1999 treu. In der Sommerübertrittszeit wechselte er für die bis heute bestehende klubinterne Rekordsumme von 45 Millionen norwegische Kronen (umgerechnet ca. 2,6 Millionen Euro) nach England zu Leeds United.

### Zeit in England
Nach einigen Jahren im Mittelfeld der Liga, hatte Trainer David O’Leary die Mannschaft übernommen und einen Radikalumbau vollzogen. Neben Bakke, der auf Anhieb einen Stammplatz im rechten Mittelfeld innehatte, forcierte er Talente wie Jonathan Woodgate, Alan Smith oder Harry Kewell, die allesamt den Durchbruch schafften. Nachdem Routinier David Batty mit Verletzungsproblemen zu kämpfen hatte, wechselte Bakke als dessen Ersatz ins Zentrum, wo er neben seinem Landsmann Alf-Inge Haaland zu einem Schlüsselspieler des Leeds-Höhenflugs Ende der 90er Jahre avancierte. Bis 2002 belegte er mit der Mannschaft immer einen Platz unter den ersten fünf der Liga und erreichte jeweils das Halbfinale im UEFA Cup und der UEFA Champions League. Zum Ende der Spielzeit 2002/03 zog er sich eine folgenschwere Knieverletzung zu, die seine weitere Karriere stark beeinflusste. Nachdem er kurz vor Saisonende wieder aus der Rekonvaleszenz gekommen war, nahm er gegen den Willen der medizinischen Abteilung des Vereins an zwei Qualifikationsspielen für die Europameisterschaft 2004 gegen Dänemark und Rumänien teil. In Folge erlitt er einen Riss in der Patellasehne und kam in der Folgesaison auf lediglich zehn Ligaeinsätze. Während seines Ausfalls durchlebte der Verein einen schrittweisen Niedergang. Neben der Entlassung von Erfolgstrainer O’Leary hatte man den Großteil der Leistungsträger wie Woodgate, Kewell, Ian Harte oder Rio Ferdinand aufgrund großer finanzieller Schwierigkeiten verkauft oder abgegeben und war in die Championship abgestiegen. Bakke sollte als ablösepflichtiger Spieler ebenfalls an den FC Everton verkauft werden, konnte sich jedoch nicht mit den Liverpoolern einigen und verblieb somit als Bestverdiener im Zweitligakader des Vereins. Kurz nach Scheitern des Transfers riss er sich das Kreuzband und fiel abermals über sechs Monate aus. Ende Januar 2005 folgte sein Comeback, ehe er sich abermals eine Knieverletzung zuzog und bis zum Saisonende pausieren musste. Zur Spielzeit 2005/06 absolvierte er insgesamt zehn Hinrundenspiele, ohne überzeugen zu können, ehe ihn sein Ex-Trainer und Förderer O’Leary auf Leihbasis zu seinem neuen Verein Aston Villa in die Premier League zurückholte. In Birmingham konnte er jedoch abermals nicht an seine alten Leistungen anknüpfen und wurde aufgrund eines zu hohen finanziellen Risikos nach 14 Saisonspielen ohne Torerfolg wieder nach Leeds zurückgeschickt. Als Topverdiener beim immer noch finanzklammen Verein wurde ihm in der Folge nahegelegt, die Mannschaft zu verlassen, woraufhin er überraschend zurück in die Heimat zu Brann Bergen wechselte.
Auch in Bergen hatte er fortan mit Verletzungsproblemen zu kämpfen und kam in eineinhalb Jahren zu lediglich siebzehn Ligaeinsätzen. 2007 war er erstmals über einen längeren Zeitraum verletzungsfrei und avancierte mit Verspätung zur erhofften Verstärkung der Mannschaft. Neben Kapitän Martin Andresen und Sturmtank Thorstein Helstad führte er Brann daraufhin zum ersten norwegischen Meistertitel seit 1963. Nach dem Wechsel von Andresen zu Vålerenga Oslo übernahm er dessen Kapitänsamt, welches er bis 2010 innehatte. Dem Meisterjahr folgten bedingt durch unzählige Abgänge von Leistungsträgern zwei Spielzeiten im Mittelfeld der Liga, ehe der Verein 2010 erstmals seit Jahren in den Abstiegskampf geriet, jedoch als Tabellendreizehnter den Klassenerhalt schaffte.
Nachdem sein Heimatverein Sogndal Fotball zur Spielzeit 2011 nach sechsjähriger Abstinenz wieder den Sprung in die Erstklassigkeit geschafft hatte, wechselte er ablösefrei zurück zu seinen fußballerischen Wurzeln. Sogndal, welches neben Bakke mit Tore Andre Flo noch einen weiteren Routinier mit Vereinsvergangenheit verpflichten konnte, schaffte in den beiden Folgejahren den Klassenerhalt und setzte sich unter anderem gegen Vereine mit einem weit höheren Budget wie etwa Stabæk Fotball oder Fredrikstad FK durch. Bakke spielte noch 38 Mal für den Verein in der
Tippeligaen, ehe er zur Spielzeit 2013 seine Spielerkarriere beendete.

## Nationalmannschaft
Im Verlauf seiner Karriere kam er für jede norwegische Landesauswahlmannschaft zum Einsatz.
Im Frühjahr 1998 spielte er mit einer U-23/Olympiaauswahl (siehe Anmerkung) seines Landes, zwecks Vorbereitung auf die U-21 Europameisterschaft, das Einladungsturnier „Cyprus Tournament“, wo er in drei Begegnungen gegen A-Nationalmannschaften zum Einsatz kam.
Seinen größten Erfolg auf internationaler Ebene erreichte er mit dem dritten Platz bei der U-21-Fußball-Europameisterschaft 1998. Die von Trainer Nils Johan Semb zusammengestellte Mannschaft mit Spielern, wie Hai Ngoc Tran, Steinar Pedersen, Thorstein Helstad, Steffen Iversen, Erik Nevland, Trond Andersen oder Frode Kippe, gilt als „Zweite Goldene Generation“ Norwegens, die in Folge über Jahre das Bild in der A-Nationalmannschaft prägte.
Nachdem man in der Qualifikation/Gruppenphase bereits Frankreich und die Schweiz ausschalten konnte, stieg man nach einem 1:0-Sieg über Erzrivale Schweden ins Halbfinale auf, wo man sich jedoch dem späteren Europameister Spanien, mit bereits damals bei ihren Vereinen etablierten Juan Carlos Valerón, Míchel Salgado, Roger García und Guti, 0:1 geschlagen geben musste. Norwegen konnte die Begegnung über die gesamten 90 Minuten offen gestalten, ehe Víctor in der Nachspielzeit das entscheidende Tor erzielte. Im Spiel um Platz drei gegen die Niederlande war man daraufhin durch einen Doppelpack von Steffen Iversen mit 2:0 erfolgreich.
Am 20. Januar 1999 feierte er gemeinsam mit Bjørn Otto Bragstad beim 0:1-Auswärtssieg im Freundschaftsspiel gegen Israel sein Debüt in der Norwegischen Nationalmannschaft. Trainer Semb war von der U-21 zur A-Nationalmannschaft aufgestiegen und vollzog einen Umbruch, in dem er sukzessive einen Großteil der U-21 Stammspieler in den A-Kader holte. In Folge bildete Bakke bis 2003 gemeinsam mit Erik Mykland, Øyvind Leonhardsen, Roar Strand und Petter Rudi den Mittelfeldstamm der Mannschaft. Bakke nahm daraufhin mit Norwegen an der Europameisterschaft 2000 teil, wo man zum Auftakt nach einem Tor von Steffen Iversen einen 1:0-Erfolg über Spanien feiern konnte. Nach einer 0:1-Niederlage gegen Jugoslawien schied die Mannschaft jedoch durch ein abschließendes 0:0-Remis, aufgrund des schlechteren direkten Vergleich gegenüber der jugoslawischen Auswahl, aus dem Turnier aus. Er bestritt alle drei Vorrundenspiele. Die anschließende Qualifikation zur Weltmeisterschaft 2002 verlief durchwachsen und mit nur zehn Punkten verpasste er mit der Nationalmannschaft als Tabellenvierter der Qualifikationsgruppe 5 hinter Polen, Ukraine und Belarus die Teilnahme am Endrundenturnier. Die Qualifikationsrunde zur Europameisterschaft 2004 verlief wieder etwas erfolgreicher, da die Mannschaft sich hinter Gruppensieger Dänemark für die Play-off-Spiele qualifizierte. Nach einer 1:2-Auswärtsniederlage im Hinspiel, scheiterte Semb mit der Auswahl nach einer 0:3-Heimniederlage im Rückspiel, jedoch an der spanischen Nationalmannschaft. Anschließend entließ der Verband Semb Ende 2003 und ersetzte ihn durch Åge Hareide. Simultan dazu verlor Bakke aufgrund seiner Verletzungsprobleme seinen Stammplatz und kam nur mehr zweimal, im Jahre 2005, während einer 0:2-Heimniederlage gegen die Schweiz und im Jahre 2008, während einer 3:1-Niederlage gegen die montenegrinische Fußballnationalmannschaft, zum Einsatz.
Insgesamt absolvierte er von 1999 bis 2008 27 Länderspiele ohne Torerfolg für Norwegen, wodurch er Inhaber der „Goldenen Uhr“ ist, die jedem norwegischen Nationalspieler verliehen wird, der mindestens 25 A-Mannschaftseinsätze absolviert hat.
Anmerkung:
1998 wurde vom norwegischen Verband, zur Vorbereitung auf die U-21 Europameisterschaft eigens eine U-23 Mannschaft, die unter der Bezeichnung „Olympiateam Norwegen“ auftrat, ins Leben gerufen. Hintergrund dafür war die Tatsache, dass die Spieler lediglich zum Beginn der Qualifikation zur Endrunde das 22. Lebensjahr nicht überschritten haben durften und Norwegen somit einen Kader mit mehreren U-23 Spielern, darunter auch Bakke, hatte. Insgesamt absolvierte die Mannschaft 5 Testspiele gegen europäische A&B Nationalmannschaften, die vom Verband zunächst anerkannt und als U-21-Spiele gewertet wurden. Seit 2015 werden diese Spiele auch in Norwegen als inoffiziell ausgewiesen.

## Nach dem aktiven Fußball
Nach dem Abstieg von Sogndal Fotball als Tabellenfünfzehnter in der Spielzeit 2014, übernahm Bakke im Januar 2015 das Traineramt vom zurückgetretenen Jonas Olsson und schaffte in der Folge als Meister in der OBOS-liga den sofortigen Wiederaufstieg. 2016 führte er die von den Routiniers Daniel Braaten und Azar Karadaş gestützte Mannschaft als Elfter in der Endtabelle zum souveränen Klassenerhalt. Nach dem Abstieg am Ende der Erstliga-Spielzeit 2017, als die Mannschaft in der Relegation im Elfmeterschießen gegen Ranheim Fotball den Klassenerhalt verpasste, blieb er im Amt. In der Zweitliga-Spielzeit 2018 verpasste er mit seiner Mannschaft erst im Endspiel der Aufstiegsrunde nach einer 1:3-Niederlage gegen Aalesunds FK den direkten Wiederaufstieg. Nachdem in der folgenden Saison bereits in der ersten Runde der Aufstiegsrunde das Aus gekommen war, gelang in der Zweitliga-Spielzeit 2020 erneut der Finaleinzug. Dieses Mal gab es eine 2:3-Niederlage gegen Mjøndalen IF. Nach dem erneuten Verpassen der Erstligarückkehr in der folgenden Spielzeit verließ er den Klub, der Bakkes vormaligen Mitspieler Tore André Flo zum Nachfolger bestimmte.
Im Sommer 2022 verpflichtete die Streamingplattform Viaplay Bakke als Experten für die Berichterstattung rund um die Premier League.

## Erfolge

### Als Spieler
Verein
- 1 × Norwegischer Meister: Tippeligaen: 2007
- 1 × Norwegischer Zweitliga-Meister: 1. divisjon fotball (zweithöchste Spielklasse): 1993

Nationalmannschaft
- 1 × U-21-Fußball-Europameisterschaft: 3. Platz 1998
- Inhaber der „Goldenen Uhr“ (25 Länderspieleinsätze)

Teilnahme
- Fußball-Europameisterschaft 2000

### Als Trainer
- 1 × Norwegischer Zweitliga-Meister: OBOS-ligaen: 2015